# Costantino I di Torres
Costantino I di Torres, nato Costantino de Lacon-Gunale de Thori (1064 circa – 1128), fu giudice del Giudicato di Torres dal 1082 al 1113.
Costantino è noto anche per aver fatto costruire la basilica di Saccargia: secondo il "Condaghe di Saccargia" infatti  durante un viaggio insieme alla moglie Marcusa fu ospitato dai monaci camaldolesi in una precedente chiesetta. I due fecero voto alla Madonna per avere un figlio. Dopo la nascita di Gonario II di Torres, Costantino donò la nuova basilica  che fu affidata ai monaci camaldolesi che vi fondarono la loro abbazia.

## Biografia
Figlio del precedente giudice Mariano I, prese il potere nel 1085 dopo la sua morte a seguito della nomina da parte della Corona de Logu. 
La sua politica si caratterizzò per l'aver realizzato nel suo giudicato un discreto equilibrio tra le repubbliche marinare Genova e Pisa, sempre in un quadro di autonomia politica. 
Secondo la tradizione egli consentì l'insediamento dei genovesi Doria a Castel Genovese (attuale Castelsardo) e a Monteleone Rocca Doria, e dei lucchesi Malaspina a Bosa, al confine col Giudicato di Arborea.
Quando Pisa organizza una spedizione militare contro i mori delle isole Baleari, Costantino I manda un esercito guidato dal figliastro Saltaro. Ciò non piacque a Genova, in quanto vedeva in ciò una dipendenza politica di Pisa sul Giudicato.

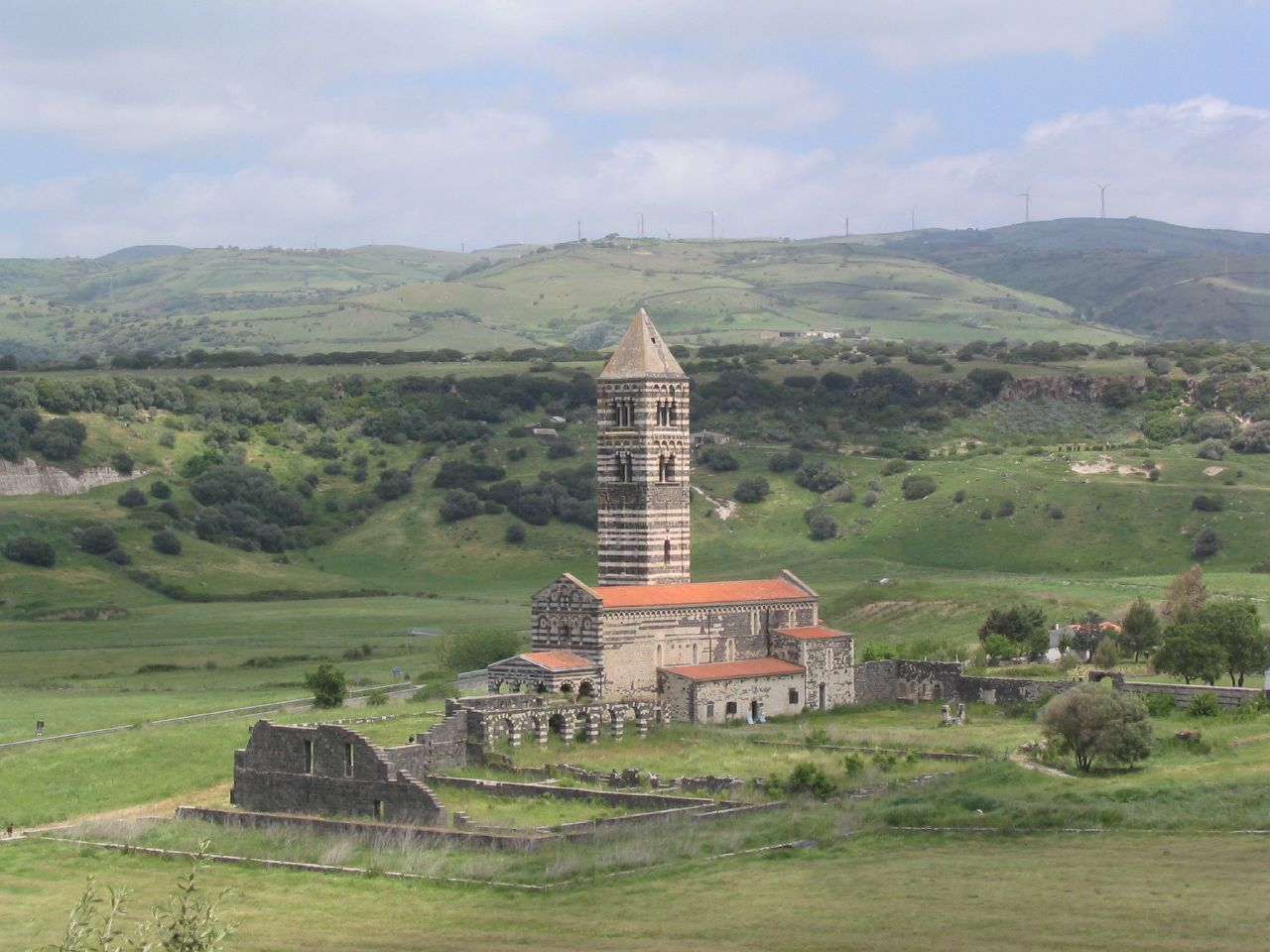
La basilica di Saccargia

Durante il regno di Costantino I la colonizzazione monastica nel giudicato si avviò a raggiungere la sua massima diffusione: non solo Costantino I e i suoi familiari, ma anche le grandi famiglie logudoresi, come gli Athen e i de Thori, stimolate dall'esempio del giudice, largheggiarono nel dotare di vasti patrimoni fondiari chiese e monasteri. Di questi anni sono le chiese di Santa Maria del Regno in Ardara, di San Pietro a Bosa, di San Michele a Plaiano (Sassari), di San Michele di Salvenor in Ploaghe, di Santa Maria Coghinas nell'omonimo comune, di San Nicola di Trullas in Semestene, e quella della Santissima Trinità di Saccargia in Codrongianus, fatta erigere, quest'ultima, dallo stesso Costantino I per adempiere a un voto. Nel 1125 le fondazioni camaldolesi avevano già superato per numero di chiese e per ricchezza di terre nel Turritano quelle cassinesi, mentre i Vallombrosani avevano fondazioni in quasi tutto il giudicato. Le nuove tecniche di coltivazione introdotte dai monaci, aumentando la produttività dei terreni, ebbero un benefico riflesso anche nei commerci e, più in generale, nell'economia. Sotto questo punto di vista, il regno di C. fu la necessaria premessa del notevole sviluppo economico e culturale del giudicato di Torres nel sec. XII.
Costantino I si spense nella reggia di Torres nel 1128. Il suo corpo venne inumato con grande solennità nella chiesa della Santissima Trinità di Saccargia, sotto l'altare maggiore.
Alla morte di Costantino la Corona de Logu designò alla successione suo figlio Gonario II di Torres.